# St. Otto (Ottobrunn)

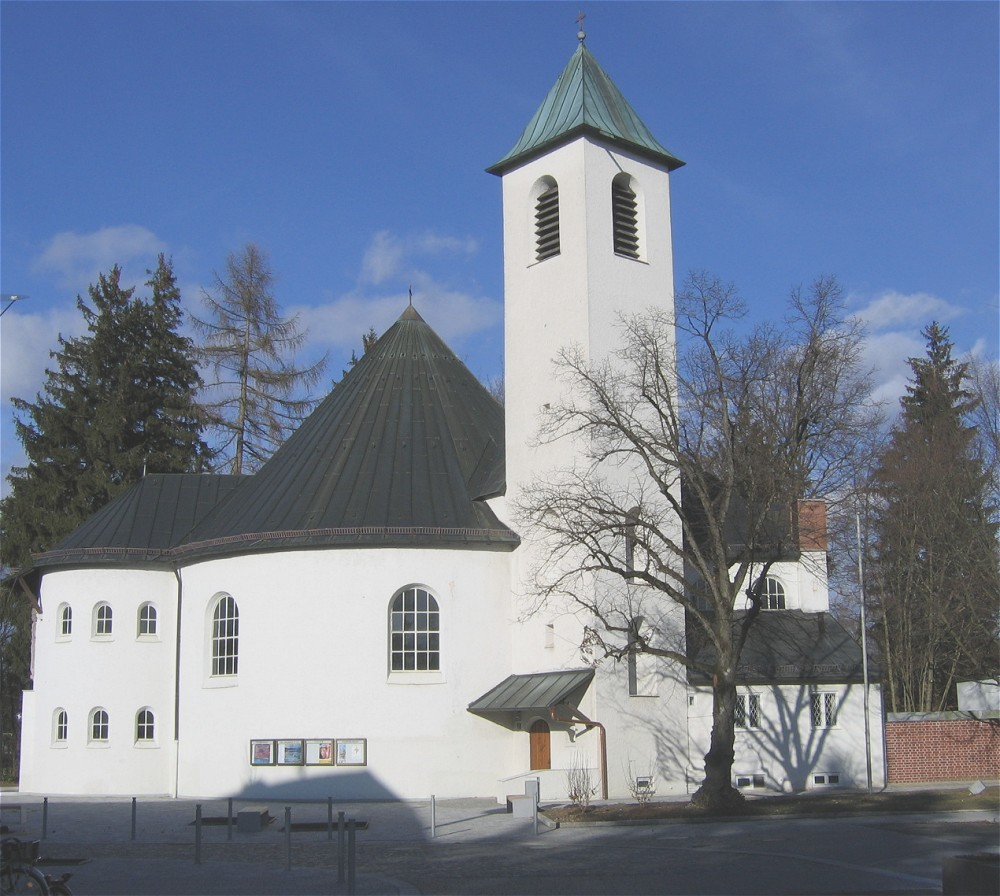
Kirche St. Otto

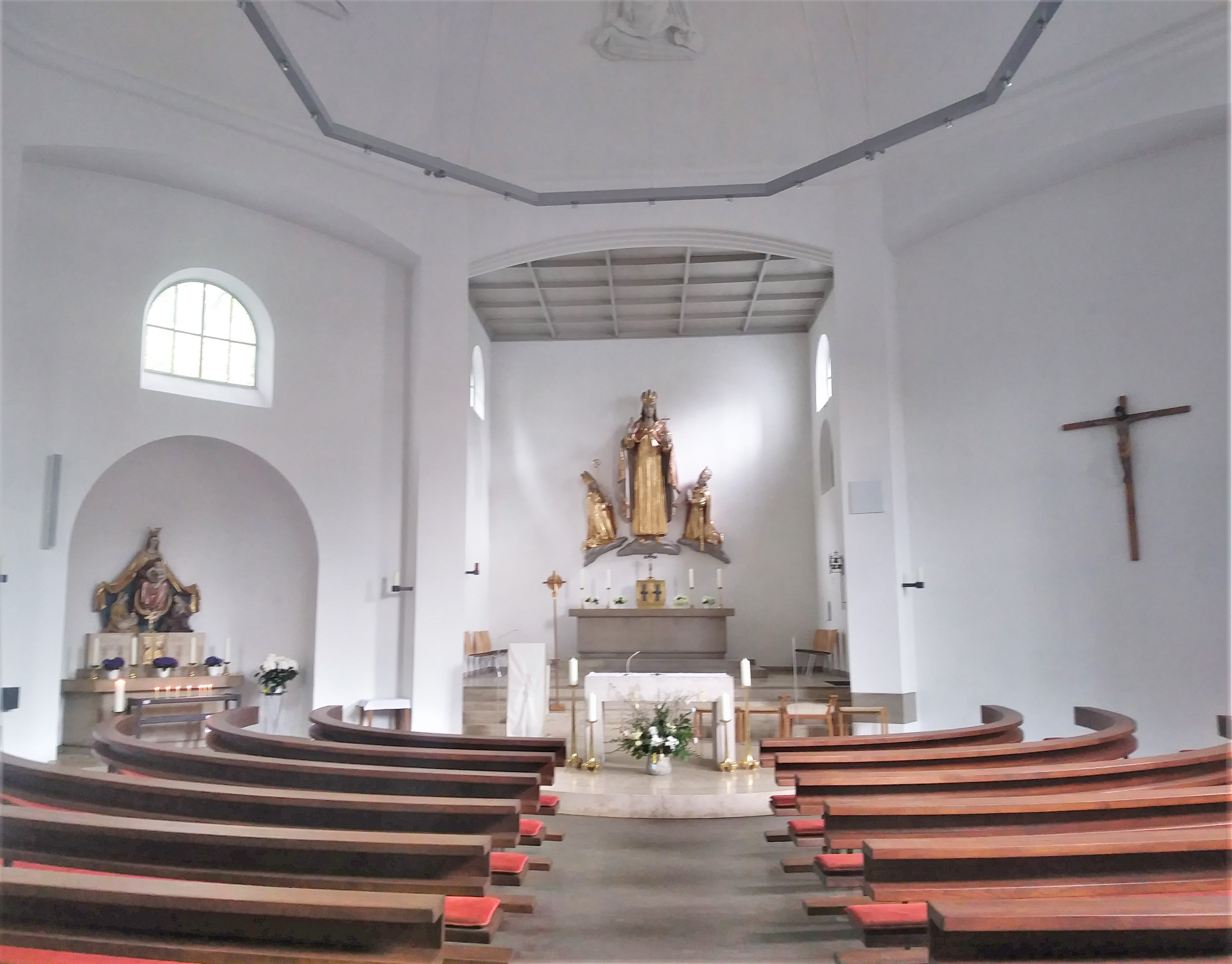
Blick zum Altar

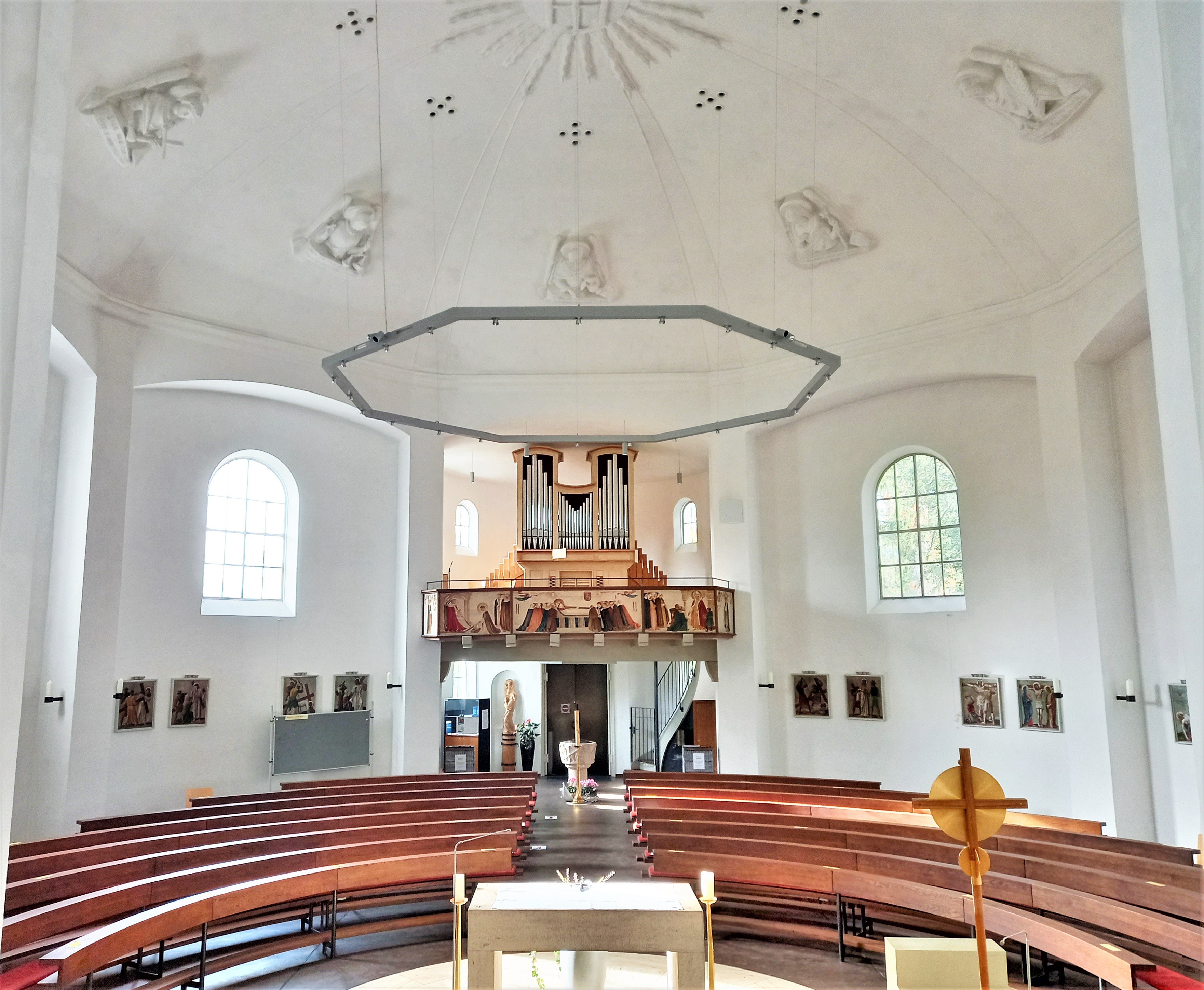
Blick zur Orgelempore

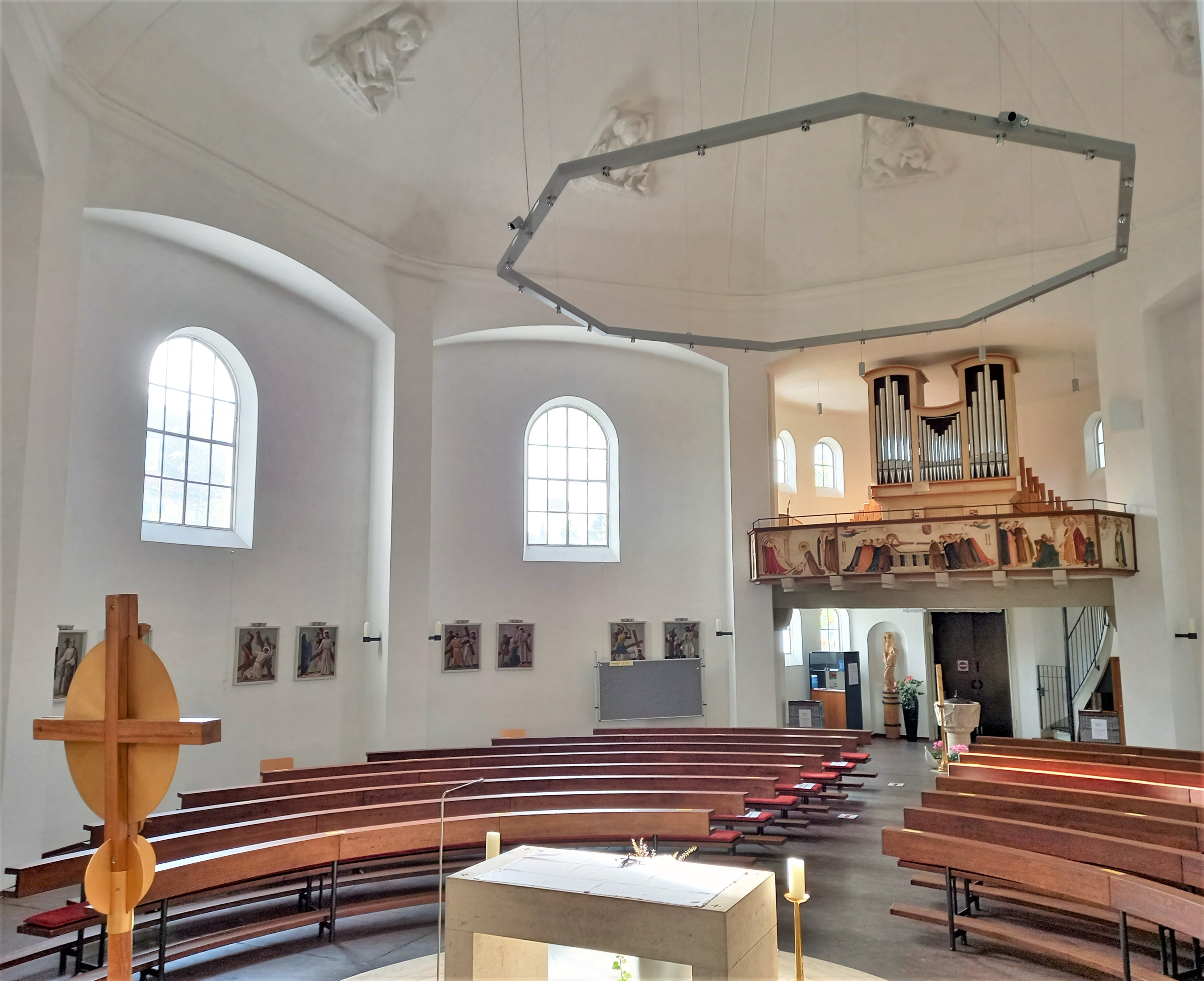

Die katholische Pfarrkirche St. Otto ist die älteste existierende Kirche Ottobrunns. Sie wurde am 11. April 1937 geweiht und gehört zu den Baudenkmälern in Ottobrunn.

## Lage
St. Otto steht nördlich der Ottobrunner Ortsmitte an der Einmündung der Beiserstraße in die Friedenstraße gegenüber der Schule I. Ursprünglich befand sich dort eine Waldlichtung, seit 1921 eine hölzerne Notkirche. Die Adresse ist Friedenstraße 17.

## Pfarrei
Die Kirche St. Otto bildet den Mittelpunkt der gleichnamigen Pfarrei, die für den Norden und die Mitte Ottobrunns zuständig ist. Die Grenze zu den katholischen Nachbarpfarreien St. Magdalena und St. Albertus Magnus verläuft von Norden nach Süden entlang der Bahnlinie bis zum S-Bahn-Haltepunkt, nach Westen durch die Ottostraße, nach Norden durch die Rosenheimer Landstraße sowie nach Westen durch die Edelweißstraße, die Lindenstraße und die Gutenbergstraße.

## Geschichte

### Bau
1935 begannen die Vorbereitungen zum Kirchbau. Pfarrkurat Otto Mayer (1929–1939) schlug als neuen Kirchenpatron den Hl. Otto von Bamberg vor. Der bisherige Name „Heilige Familie“ konnte nicht beibehalten werden, da er inzwischen schon an eine Pfarrei in München-Harlaching vergeben war. Am 21. Juni 1936 beschloss die Kirchenverwaltung formell den Bau einer neuen Kirche auf dem Platz der bisherigen Notkirche. Die Kosten wurden von der Gesamtkirchengemeinde getragen, die auch die Pläne erstellen ließ und Bauherrin war. Der Architekt war Friedrich Haindl aus München.
Am 5. August 1936 fand der letzte Gottesdienst in der Notkirche statt, dann wurde sie abgebrochen. Am 6. September 1936 erfolgte die Grundsteinlegung der neuen Kirche durch Prälat G. Böhmer.
Im Januar 1937 wurde der Bau der Kirche wegen Kälte eingestellt, im März fielen große Flächen des Außenputzes ab. Weil die Kirche neu verputzt werden musste und die Hochaltarfiguren noch nicht fertig waren, sollte die Kirchweihe am 13. Juni stattfinden, eine einfache Weihe (Benediktion) dagegen so bald wie möglich, da die Kirchengemeinde einen möglichst frühen Bezug der Kirche wünschte. Mit Schreiben vom 20. März 1937 legte Kardinal Michael von Faulhaber die Weihe auf den 11. April 1937 fest, ungeachtet der noch vorhandenen Mängel.
Am 8. November 1938 wurden die drei von der Firma F. Otto in Hemelingen gegossenen Glocken geweiht. Zwei davon mussten dem Krieg geopfert werden; sie wurden im Februar 1942 von der Reichsstelle für Metalle konfisziert. Am 8. Juli 1956 wurden als Ersatz zwei neue, von der Passauer Glockengießerei Rudolf Perner angefertigte Glocken geweiht.
Im Zweiten Weltkrieg erhielt die auf einer Waldlichtung gelegene Kirche zur Vorbeugung gegen Fliegerangriffe einen Tarnanstrich, der erst Anfang der 1950er Jahre wieder entfernt wurde.

### Umgestaltung und Renovierungen
1974 wurde die Kirche im Sinne der liturgischen Neuordnung des Zweiten Vatikanischen Konzils umgestaltet. Der Ottobrunner Architekt Erich Heym übernahm die Planung und Durchführung der Maßnahme in enger Zusammenarbeit mit dem Pfarrer und nach eingehender Absprache mit dem erzbischöflichen Baureferat, der Kirchenverwaltung und dem Pfarrgemeinderat. Anstelle der beiden Beichtstühle wurde ein Beichtstuhl-Anbau erstellt, um Platz für die aus Eichenholz verleimten Rundbänke zu gewinnen. Auf einer runden Altarinsel erhielt der neue Altar eine zentrale Stellung. Der umgearbeitete Taufstein bekam in der Mitte des Vorraums seinen neuen Platz. Die ursprünglich an den Seitenwänden verteilten Kreuzwegstationen und Apostel-Leuchter fanden eine zusammenhängende Neugruppierung. Die Kirche erhielt einen neuen Anstrich. Am 3. November 1974 fand die feierliche Altarweihe durch Kardinal Julius Döpfner statt. 1986 bekam die Kirche anstelle des durch Rostnarben beschädigten Blechdachs ein Kupferdach. Der 27,5 Meter hohe Turm hatte seine Kupferdeckung bereits 1962 anlässlich des 25-jährigen Kirchweihjubiläums erhalten.
Im Jahr 2015 wurde die Fassade der Kirche renoviert. Nach Ostern 2016 wurde mit der Renovierung des Innenraums begonnen und die Kirche dazu geschlossen. An Palmsonntag 2017 wurde die Kirche nach einer Palmprozession vom Rathausplatz zur Kirche durch Pfarrer Markus Moderegger feierlich wiedereröffnet. Damit ist die Renovierung der Kirche zum 80-jährigen Jubiläum weitgehend abgeschlossen.

### Neugestaltung des Kirchenvorplatzes
2006 wurde beschlossen, den Kirchenvorplatz neu zu gestalten. Die politische Gemeinde bekundete großes Interesse, die 300 Meter lange Strecke zwischen dem politischen Ortszentrum mit dem Rathaus und dem Wolf-Ferrari-Haus einerseits sowie der Kirche St. Otto und der Grundschule an der Friedenstraße andererseits zu einer deutlichen Sichtachse aufzuwerten. An deren nördlichem Ende sollte bei St. Otto ein einladender Platz mit versenkten Bodenstrahlern zur nächtlichen Beleuchtung der Kirche entstehen. Zeitgleich wurde der Vorplatz der Grundschule neu gestaltet. Beide Vorhaben wurden 2007 zum 70-jährigen Bestehen von St. Otto abgeschlossen.

## Architektur
Die Kirche St. Otto besteht aus fünf Bauteilen: einem runden Hauptraum, einem ebenfalls runden Vorraum, einem höher gelegten, quadratischen Altarraum mit seitlich angeschlossener Sakristei sowie einem viereckigen Turm.

### Ausstattung

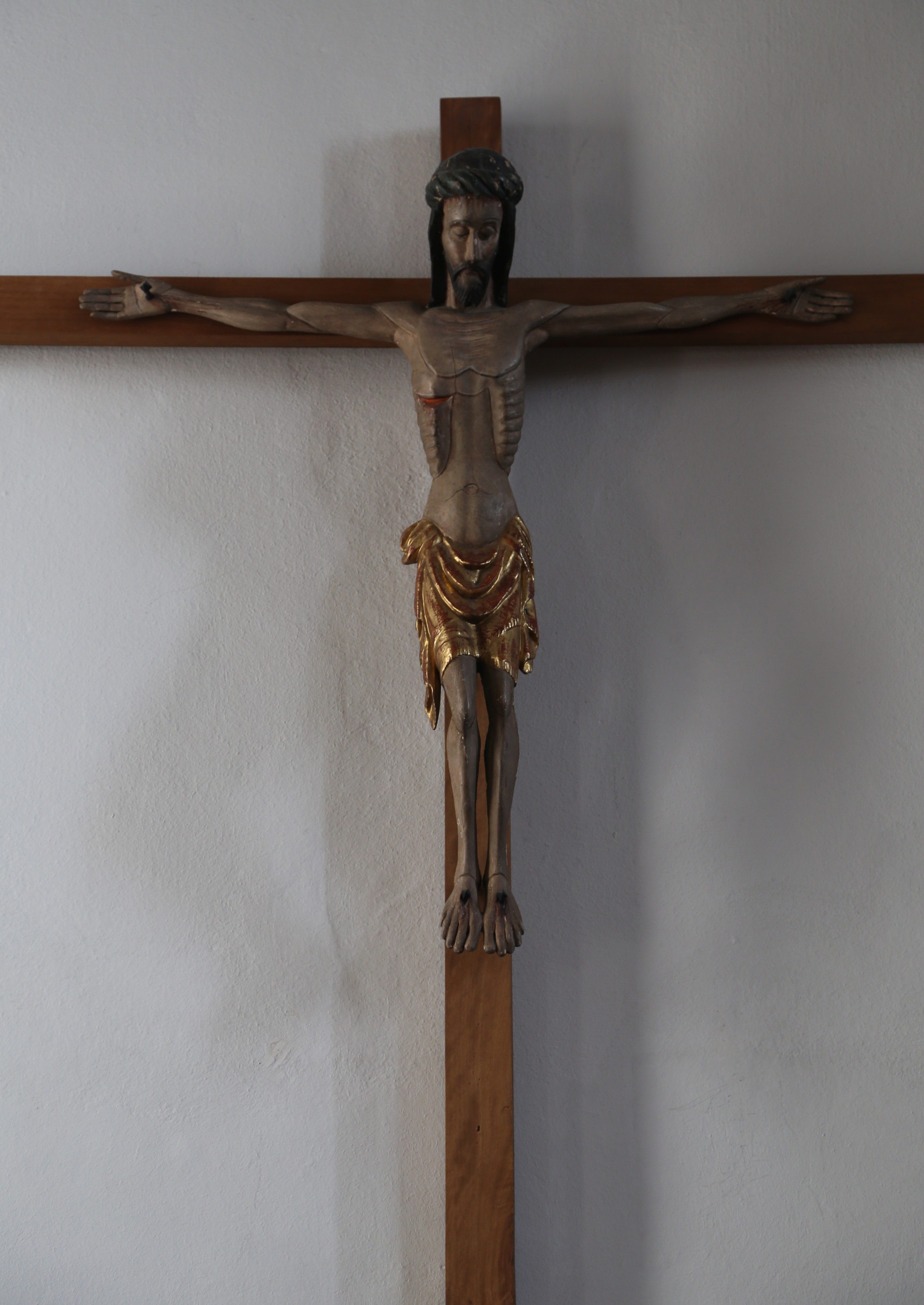
Spätromanisches Kreuz

Die Figurengruppe über dem Hochaltar wurde vom Münchner Bildhauer Franz Mikorey geschaffen. Christus zu Füßen knien links der Hl. Otto und rechts Kaiser Heinrich II. nach dem Motto: „Weltliche und geistliche Gewalt in Christus vereint.“ Die Enthüllung fand am 20. Februar 1938 statt. Bei der Renovierung 1974 wurden der großflächige Strahlenhintergrund entfernt und die Christusfigur etwas tiefer gehängt. Gefasst wurde die Gruppe von der Münchner Vergolder-Firma Schellinger & Schmer.
Weitere Ausstattungselemente sind:
- Engel auf den Tabernakeltüren innen und auch auf dem Tabernakel außen von Schellinger jun.
- Altarkreuz mit Feueremail und Elfenbeinchristus von Max Olofs.
- Gipsrelief auf dem linken Pfeiler mit Darstellung der Heilung des Gelähmten durch Petrus (Apostelgeschichte 3,1-10).
- Acht Engelreliefs an der Rabitzkuppel (bedeuten die acht Seligkeiten), gefertigt von Mauritius Pfeiffer.
- Fünf Bilder mit Darstellungen aus dem Leben des Hl. Otto auf der Emporenbrüstung von Fred Theimer.
- Kreuzwegbilder nach Entwürfen von W. Bertram, vollendet durch den Kunstmaler L. M. Hotter.
- Kreuz mit spätromanischem Christus vorne rechts, unter dem sich bis 1974 noch ein Wandaltar befand; wurde 1948 restauriert und stammt aus dem Ende des 13. Jahrhunderts.
- Figurengruppe „Maria mit Kind und Familie“ in der Apsis des Marienaltars; schnitzte 1960 der Ottobrunner Bildhauer Josef Hien. 1975 wurde diese Figurengruppe vom Kirchenmaler H. Götz neu gefasst.
- Taufstein mit den Darstellungen „Jüngling von Naïn“, „Christus am Kreuz“ und „Hochzeit zu Kana“, geschaffen vom Bildhauer Konstantin Frick. Bis 1974 befand sich der Taufstein an der rechten Seitenwand hinten im Hauptraum.
- Opferstock-Antonius neben dem Eingang von Bildhauer H. Frey.
- Außenfiguren des Hl. Otto und von Papst Gregor VII. über dem Eingang von F. Hauck.

### Orgel

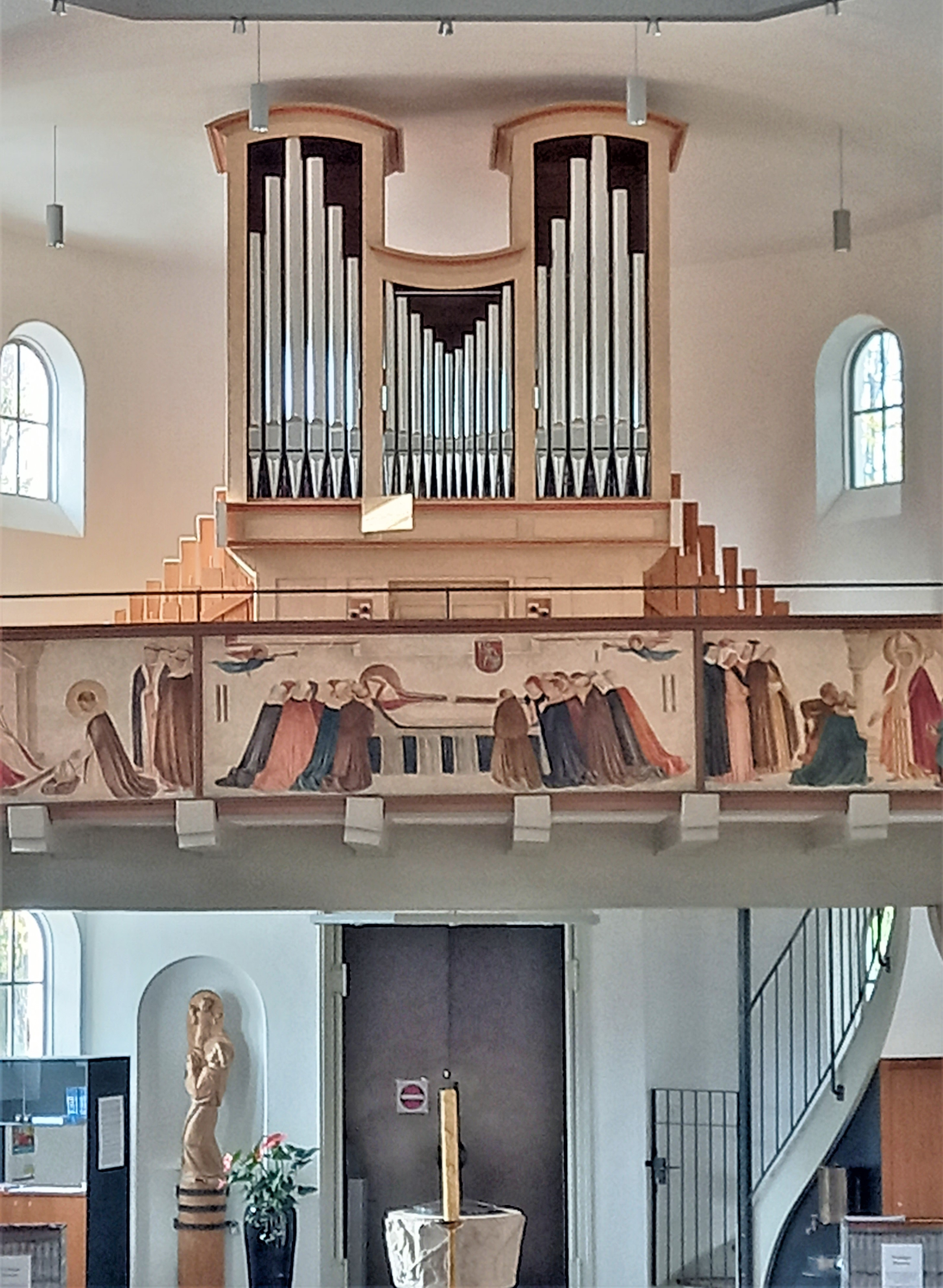
Kerssenbrock-Orgel

1946 bekam die Kirche ihre erste Orgel. Sie wurde als pneumatische Orgel von der Firma Schuster gebaut. Nachdem diese Orgel sehr anfällig geworden war, wurde 1993 der Bau einer neuen mechanischen Orgel bei der Firma Hubertus von Kerssenbrock in Auftrag gegeben. Am 20. November 1993 wurde die neue Orgel eingeweiht. Sie hat 14 Register auf zwei Manualen und Pedal. Im Jahr 2006 erfolgte eine Generalüberholung durch den Münchner Orgelbaumeister Christoph Kaps.
| I Hauptwerk C–g3 |                        |       |
| 1.               | Prinzipal              | 8′    |
| 2.               | Rohrflöte              | 8′    |
| 3.               | Oktave                 | 4′    |
| 4.               | Oktave                 | 2′    |
| 6.               | Sesquialter II (ab g0) | 2 ⁄3′ |
| 5.               | Mixtur III             | 1 ⁄3′ |
| 7.               | Dulcianregal           | 8′    |

| II Positiv C–g3 |            |       |
| 8.              | Copl major | 8′    |
| 9.              | Copl minor | 4′    |
| 10.             | Gemshorn   | 2′    |
| 11.             | Quinte     | 1 ⁄3′ |

| Pedal C–f1 |           |     |
| 12.        | Subbass   | 16′ |
| 13.        | Oktavbass | 8′  |
| 14.        | Fagott    | 16′ |

- Koppeln: II/I, I/P, II/P
- Spielhilfen: mechanischer Plenotritt An/Ab (für Prinzipal 8', Oktave 4', Oktave 2' und Mixtur III 1 1⁄3)′; „Turdus musicus“ (= Vogelgesang)

## Glocken
Die Bronzeglocken des dreistimmigen Glockengeläuts im Kirchturm hängen in einem stählernen Glockenstuhl und läuten mit dem Läutemotiv „Gloria“. Die kleinste Glocke stammt noch aus dem Vorkriegsgeläut von 1938.
| Glocke | Name             | Gussjahr | Durchmesser | Gewicht | Schlagton | Inschrift |
| ------ | ---------------- | -------- | ----------- | ------- | --------- | --- |
| 1      | Patrona Bavariae | 1956     | 1043 mm     | 590 kg  | g′        | Magna Patrona Bavariae, pacem et fidem da patriae!                                                                    |
| 2      | Georg            | 1956     | 0915 mm     | 399 kg  | a′        | St. Georg segne die Gemeinde Ottobrunn! Deine Stimme klinge über unsern Wald! An jede Türe dringe, rufe jung und alt. |
| 3      | Otto             | 1938     | 0827 mm     | 394 kg  | c″        | St. Otto, starker Friedensheld, schaff allen Zwiespalt aus der Welt!                                                  |

## Umgebung
Das Pfarrhaus an der Friedenstraße 15 ist aus dem 1925/26 entstandenen, inzwischen renovierten Expositurhaus hervorgegangen.
An der Südostecke des Kirchplatzes befand sich eine kleine Kapelle mit dem Namen „Heiland in der Rast“. Darin wurde 1959 vom Kriegerverein eine Gedenktafel für die Kriegstoten angebracht. Beim Abbruch der Kapelle 1968 erhielten die Gedenktafeln einen neuen Platz an der Ostwand der Kirche. 1969 wurde auch die Kirchenmauer abgebrochen.
Kapelle und Kirchenmauer mussten dem Neubau des Pfarrheims weichen. Pfarrer Ludwig Krempl (1951–1969) ließ es in den Jahren 1967/68 nach den Plänen von C. T. Horn errichten.
Nachdem Pfarrer Anton Ferstl (1939–1950) eine Baracke angeschafft hatte, wurde darin am 1. August 1945 der Kindergartenbetrieb aufgenommen. Am 23. September 1948 gründete Pfarrer Ferstl den „Verein Kindergarten Ottobrunn e. V.“. 1951 wurde ein neuer Barackenkindergarten auf dem Platz des heutigen Kindergartens eröffnet, 1954 eine Hausmeisterwohnung gebaut. 1971/72 entstand ein neuer Kindergarten, der das zwei Jahrzehnte alte Provisorium ablöste. Architekt Erich Heym plante einen der Umgebung angepassten, weiträumigen Bau mit vier Gruppenräumen und entsprechenden Nebenräumen. Die Einweihung fand am 17. März 1973 mit dem Regionalbischof Ernst Tewes statt.

## Ehemaliger Ortsmittelpunkt
Bis zur Fertigstellung der heutigen Ortsmitte mit dem Rathaus (1983) sowie dem Kultur- und Veranstaltungszentrum Wolf-Ferrari-Haus (1986) bildeten St. Otto und die sogenannte „Jahnhalle“ – die für Großveranstaltungen genutzte Turnhalle der gegenüber liegenden Schule I – den inoffiziellen Mittelpunkt Ottobrunns. Seit jener Zeit markiert ein an der Südostseite des Turms von St. Otto in 35 Zentimeter Höhe über dem Erdboden angebrachter Bolzen die offizielle Meereshöhe Ottobrunns (555,48 m ü. NHN).